# Zappa (filme)
Zappa é um filme de drama dinamarquês de 1983 dirigido e escrito por Bille August. Foi selecionado como representante da Dinamarca à edição do Oscar 1984, organizada pela Academia de Artes e Ciências Cinematográficas.

## Elenco
- Adam Tønsberg - Bjørn
- Morten Hoff - Mulle
- Peter Reichhardt - Steen
- Lone Lindorff - mãe de Bjørn
- Arne Hansen - pai de Bjørn
- Thomas Nielsen - Henning